# اسفير
اسفير (المعروفة سابقًا باسم مشروع اسفير) هي حركة عالمية بدأت في عام 1997 بهدف تحسين جودة المساعدة الإنسانية. تعد مجموعة معايير اسفير الأكثر استخدامًا والأكثر انتشارًا من المعايير الإنسانية. ويعد دليل اسفير أهم ما يصدر عن الحركة.

## خلفية
شهدت التسعينات زيادة سريعة في الأنشطة الدولية للوكالات الإنسانية. أثناء أزمة اللاجئين في البحيرات الكبرى في عام 1994، كانت تقييمات المانحين والمنظمات غير الحكومية للأزمة تنتقد استجابة وأنشطة العديد من المنظمات غير الحكومية. ومن هنا ازداد النقاش بين الوكالات الإنسانية حول عدم وجود معايير لتقديم المساعدة الإنسانية. كانت بعض الاستنتاجات الأولية للتقييم المشترك للمانحين للمساعدة الطارئة لرواندا  تنتقد أداء الوكالات الإنسانية في أزمة البحيرات الكبرى ومن هنا شعر عدد من الوكالات أن الوقت قد حان لصياغة معايير للاستجابة الإنسانية.

## الرعاة والمراقبون الأصليون
بالتزامن مع ذلك، وفي عام 1996، كانت المناقشات جارية داخل تحالف انترأكشن (InterAction) واللجنة التوجيهية للاستجابة الإنسانية (SCHR) حول مشروع لوضع المعايير. قرر أعضاء المنظمتين أن تجميع مواردهم وإقامة مشروع مشترك سيكون فكرة جيدة. وهكذا، في عام 1997، تم إنشاء مشروع اسفير مع لجنة إدارة مؤلفة من ممثلين عن المنظمتين. جاءت أكثر من 25 في المائة من الأموال للمرحلة الأولى من المشروع من الوكالات الأعضاء في لجنة الإدارة والباقي من عدد قليل من الجهات المانحة الحكومية. من البداية، تم دعوة ثلاثة مراقبين للمشاركة الكاملة في أعمال لجنة الإدارة.
- (تشمل اللجنة التوجيهية للاستجابة الإنسانية منظمة كير الدولية، كاريتاس الدولية، اللجنة الدولية للصليب الأحمر، الاتحاد الدولي لجمعيات الصليب الأحمر والهلال الأحمر، التحالف الدولي لإنقاذ الطفولة، الاتحاد اللوثري العالمي، أوكسفام، المجلس العالمي للكنائس، منظمة أطباء بلا حدود) [5]
- إنترأكشن تضم 165 عضوًا من الولايات المتحدة؛ 62 في لجنة الاستجابة للكوارث)

مراقبون:
- فويس
- اللجنة الدولية للصليب الأحمر
- المجلس الدولي لوكالات التطوع

## المشروع
كان الهدف الأصلي لمشروع اسفيرهو وضع ميثاق إنساني وما يرتبط به من مجموعة من المعايير الدنيا بالتعاون مع المنظمات غير الحكومية الرائدة والحكومات المانحة ووكالات الأمم المتحدة، لنشر المنتجات الناتجة على نطاق واسع داخل النظام الإنساني الدولي وتشجيع اعتمادها الرسمي وممارسة وكالات الإغاثة والجهات المانحة لها.
في يوليو 1997، بدأت المرحلة الأولى من المشروع والتي كانت مقررة لسنة واحدة.
تم اختيار خمسة قطاعات لتغطية القطاعات الأساسية في الاستجابة الإنسانية:
- إمدادات المياه والصرف الصحي
- التغذية
- المساعدة الغذائية
- المأوى وتخطيط المواقع
- الخدمات الصحية

## المرحلة الأولى - يوليو 1997 إلى أكتوبر 1998

### وضع المعايير الدنيا
تم تشكيل خمس لجان قطاعية، يدير كل واحدة منها مدير معار من قبل إحدى الوكالات الراعية. كانت اللجان القطاعية مؤلفة من خبراء ليس فقط من المنظمات غير الحكومية، ولكن أيضًا من الصليب الأحمر والوكالات الحكومية مثل مفوضية الأمم المتحدة لشؤون اللاجئين ومنظمة الصحة العالمية وبرنامج الأغذية العالمي. وضعت لجان القطاع الحد الأدنى من معايير المساعدة لكل قطاع. كان الهدف من المشروع هو أن وضع معايير دنيا من شأنه أن يساعد على تحسين المساءلة والجودة الشاملة للاستجابة الإنسانية للمتضررين من الكوارث.

### الميثاق الإنساني
في أوائل عام 1998، تم إنشاء فريق عامل لصياغة الميثاق الإنساني . سلطت المسودة النهائية الضوء على أهمية ثلاثة مبادئ بشكل خاص:
- الحق في الحياة بكرامة،
- التمييز بين المقاتلين وغير المقاتلين، و
- مبدأ عدم الإعادة القسرية.

بحلول مايو 1998، تم نشر مسودة الدليل على الإنترنت للتعليق عليها. تم تمديد المرحلة الأولى لمدة أربعة أشهر حتى أكتوبر 1998.

## المرحلة الثانية - نوفمبر 1998 إلى يناير 2000
بدأت المرحلة الثانية من المشروع في نوفمبر مع التركيز على نشر المعايير ونشرها وتطوير المواد التدريبية. في ديسمبر، تم نشر المسودة الأولى وإطلاقها في كل من واشنطن العاصمة ولندن. تشير المسودة الأولى إلى أنه تم إعداده مع عمل حوالي 641 شخصًا معينًا (بالإضافة إلى عدد لا يحصى من الأشخاص الذين لم يكشف عن هويتهم)، تم جمعها من 228 منظمة، بما في ذلك المنظمات غير الحكومية، وحركة الصليب الأحمر / الهلال الأحمر، والمؤسسات الأكاديمية، والأمم المتحدة والوكالات الحكومية. تم نشره على موقع مشروع اسفير للسماح بتعليقات واسعة.

### التدريب
شهدت المرحلة الثانية تطوير مواد تدريبية مكثفة لاستخدام الدليل. يركز البرنامج التدريبي «بشكل أساسي على العمل اليومي للممارس الإنساني الفردي». تتمثل الطريقة الرئيسية في استخدام ورش العمل للعاملين الميدانيين في المجال الإنساني لتسهيل التطبيق العملي للمعايير الدنيا.

## المرحلة الثالثة - نوفمبر 2000 إلى ديسمبر 2004
تم تنقيح الدليل بشكل كامل وتم إطلاق الإصدار الثاني في عام 2004. بالإضافة إلى إجراء تقييم خارجي واسع النطاق. بعد عام 2004، اتخذ اسفير نموذجًا جديدًا، حيث حل مجلس الإدارة الموسع محل لجنة إدارة المشروع. كما تحول تركيزها نحو تسهيل عمل الأشخاص الذين يستخدمون ويروجون اسفير على الصعيدين الوطني والإقليمي.

## المرحلة الرابعة، منظمة مستقلة قائمة على العضوية
في عام 2016، توقفت اسفير عن أنشطتها كمشروع محدود المدة («مشروع اسفير») لتصبح منظمة مستقلة لا تهدف للربح («اسفير»). كثفت المنظمة أيضًا جهودها لبناء مجتمع عالمي، حيث جمعت بين الممارسين الإنسانيين الذين يتقاسمون التزامًا بتحسين جودة ومساءلة المساعدة الإنسانية.
في يونيو 2018، أطلقت اسفير حملة عضوية  ، داعية المنظمات الإنسانية إلى المشاركة رسمياً في حوكمتها. تخضع اسفير حاليًا لجمعية عامة، تتألف من جميع أعضاء اسفير، وتشرف عليها لجنة تنفيذية، يتم انتخاب أعضاء مكتبها من بين أعضاء الجمعية العامة. لتعكس الوضع الجديد، اعتمدت اسفير شعارًا جديدًا.

## دليل اسفير
دليل اسفير هو الإصدار المطبوع الرئيسي لـ اسفير. ويشمل الميثاق الإنساني ومبادئ الحماية والمعيار الإنساني الأساسي والمعايير الإنسانية الدنيا في أربعة مجالات للاستجابة: إمدادات المياه والصرف الصحي وتعزيز النظافة؛ الأمن الغذائي والتغذية؛ المأوى؛ والصحة.
وهكذا يبدو أن يكون الدليل هو الأداة الأكثر شهرة ومعترف به دوليًا في مجال المعايير الإنسانية. بالنظر إلى جميع إصداراته، تمت ترجمة دليل اسفير إلى أكثر من 30 لغة.
تتم مراجعة معايير اسفير بشكل دوري للتأكد من أن الكتيب يعكس الأدلة الجديدة والممارسات المتطورة في القطاع الإنساني.

### الطبعة الأولى والثانية
نُشر دليل اسفير الأول  في عام 2000، حيث أنشأ إطارًا عمليًا للمساءلة في حالات الطوارئ الإنسانية من خلال الميثاق الإنساني والمعايير الدنيا. أضافت الطبعة المنقحة في عام 2004 الأمن الغذائي كقطاع جديد، كما دمج التغذية والمعونة الغذائية. تناول فصل جديد معايير العملية المشتركة بين جميع القطاعات، بما في ذلك المشاركة والرصد والتقييم وكفاءات الموظفين والإدارة. تم تضمين سبعة مواضيع شاملة: الأطفال، كبار السن، الأشخاص ذوو الإعاقة، النوع الاجتماعي، الحماية، فيروس نقص المناعة البشرية / الإيدز والبيئة.

### الطبعة الثالثة
ركزت نسخة 2011 على حماية وسلامة السكان المتضررين. تم إدماج الحد من مخاطر الكوارث والإنعاش المبكر بما يعكس التحديات الناشئة لتغير المناخ والتدهور البيئي. تمت الإشارة إلى الحاجة إلى التكيف مع السياقات الحضرية. كما تم تنقيح الفصول الفنية لإظهار أهمية الاستعداد والتنسيق والجودة الفنية على نطاق المنظومة. على سبيل المثال، كان هناك إدراك للحاجة إلى دعم وتعزيز النظم الصحية المحلية، وتوفير معايير حول إعادة البناء الانتقالية على المدى الطويل، ووضع نهج أكثر تكاملاً للوقاية من سوء التغذية وعلاجه الذي يعالج الأسباب الأوسع مثل الفقر وسبل العيش في حالات الطوارئ.

### الطبعة الرابعة
تركز الطبعة الرابعة بشكل أكبر على دور السلطات والمجتمعات المحلية بصفتها جهات فاعلة في تعافيها. تم التركيز بشكل أكبر على تحليل السياق لتطبيق المعايير. هناك أيضًا معايير محدثة في مجالات مثل المياه والصرف الصحي والرعاية التلطيفية في الصحة وتأمين الحيازة في المأوى والسكن. كما تم دمج طرق جديدة لتقديم المساعدة، بما في ذلك المساعدة النقدية.

## شراكة المعايير الإنسانية
في عام 2015، انضمت اسفير وست مبادرات أخرى للمعايير الإنسانية رسميًا لتأسيس شراكة المعايير الإنسانية (HSP). الهدف من الشراكة هو تحسين جودة ومساءلة العمل الإنساني في جميع القطاعات ونهج منسق لدعم المستخدم في تطبيق المعايير. تنظم الشراكة فرص تدريب مشتركة ومبادرات بحثية وأنشطة توعية. كما تدير أنشطة المناصرة التي تدعو إلى زيادة تطبيق المعايير الإنسانية.
المبادرات الأخرى التي تشكل شراكة المعايير الإنسانية هي:
- المعايير الدنيا لحماية الطفل في العمل الإنساني (التحالف من أجل حماية الطفل في العمل الإنساني) [25]
- إرشادات ومعايير طوارئ الثروة الحيوانية [26]
- الحد الأدنى لمعايير الانتعاش الاقتصادي (شبكة SEEP) [27]
- المعايير الدنيا للتعليم (الشبكة المشتركة بين الوكالات للتعليم في حالات الطوارئ) [28]
- الحد الأدنى القياسي لتحليل السوق (شراكة التعلم النقدي / CaLP) [29]
- معايير الإدماج الإنساني لكبار السن والأشخاص ذوي الإعاقة (HelpAge International ، برنامج بناء القدرات والعجز / ADCAP) [30]

## التمويل
منذ البداية، تم اتخاذ قرار بأن الجزء المهم من التمويل سيأتي من الوكالات الراعية نفسها، مع ما تبقى من أموال من الوكالات الحكومية. جاء أكثر من ربع الأموال المخصصة للمرحلة الأولى من اللجنة التوجيهية وإنترأكشن بينما جاء الباقي من 10 حكومات. مع زيادة الميزانية في المرحلتين 2 و 3، زاد عدد المتبرعين الحكوميين، مع تغيير الميزان، ساهمت الحكومات بنحو 85 ٪ من الأموال للمرحلتين الأخيرتين.

## انتقادات
على الرغم من أنه مقبول بشكل عام، فقد تم توجيه عدد من الانتقادات ضد اسفير من حيث الميثاق الإنساني والمعايير الدنيا. يتعلق النقد الأول بميثاق اسفير. نظرًا لأن الميثاق تم تطويره من قبل المنظمات غير الحكومية، فقد تم التشكيك في صلاحيته القانونية. يعترف الميثاق بأن الأشخاص المتضررين لديهم «حق المساعدة» ويصف المسؤولية القانونية للدول لضمان هذا الحق. ومع ذلك، في حين أن «الحق في الكرامة» و «الحق في المساعدة» منصوص عليهما بوضوح في القانون الدولي، فإن الأساس القانوني لـ «الحق في المساعدة» ليس واضحًا تمامًا. علاوة على ذلك، يرتبط الحق في الحياة بكرامة الوارد وصفه في الميثاق ارتباطًا وثيقًا بالحقوق الاجتماعية والاقتصادية والسياسية التي لم يتم تناولها بشكلٍ كافٍ في الميثاق.
وكان النقد الثاني هو أن نهج «حجم واحد يناسب الجميع» في اسفير يمنع العاملين في المجال الإنساني من التكيف مع السياقات الثقافية والسياسية والأمنية المتنوعة التي يعملون فيها. تجادل منظمة أطباء بلا حدود (MSF)، أحد النقاد البارزين لاسفير، بأن اسفير «يميل إلى أن يكون إجباريًا، ولم يترك مجالًا كبيرًا للتكيف مع السياق»، وبالتالي فهو مفيد فقط في الموقف المثالي. الأهم من ذلك، خشي عدد من الوكالات الإنسانية الفرنسية أن يقوم المانحون بصرف التمويل بناءً على استيفاء معايير اسفير، مما يحد من قدرة الوكالات على إظهار النجاح بطرق ليست مفتوحة للقياس الرسمي. شعروا أن نهج اسفير سيتجاهل الجوانب غير القابلة للقياس للعمل الإنساني مثل التضامن والشهادة ويمكن أن يقلل من جهود السكان المتضررين لحل مشاكلهم الخاصة 
يخشى بعض النقاد من أن المعايير يمكن أن تخلق توقعات غير واقعية مع تجاهل القيود. ويمكن أن يؤدي الفشل في تلبية معايير اسفير الأساسية إلى دعاية ضارة ومسؤولية وأعمال انتقامية.
من الانتقادات الأخيرة التي كثيراً ما تثيرها الأحزاب غير الغربية أن معايير اسفير تفرض التوحيد على أساس معايير «غربية». بينما يشجع اسفير التشاور الوثيق مع السكان المتضررين، فإنه يفرض معايير مفصلة للغاية قد تختلف عن رغبات المستفيدين.